# Kivelinge

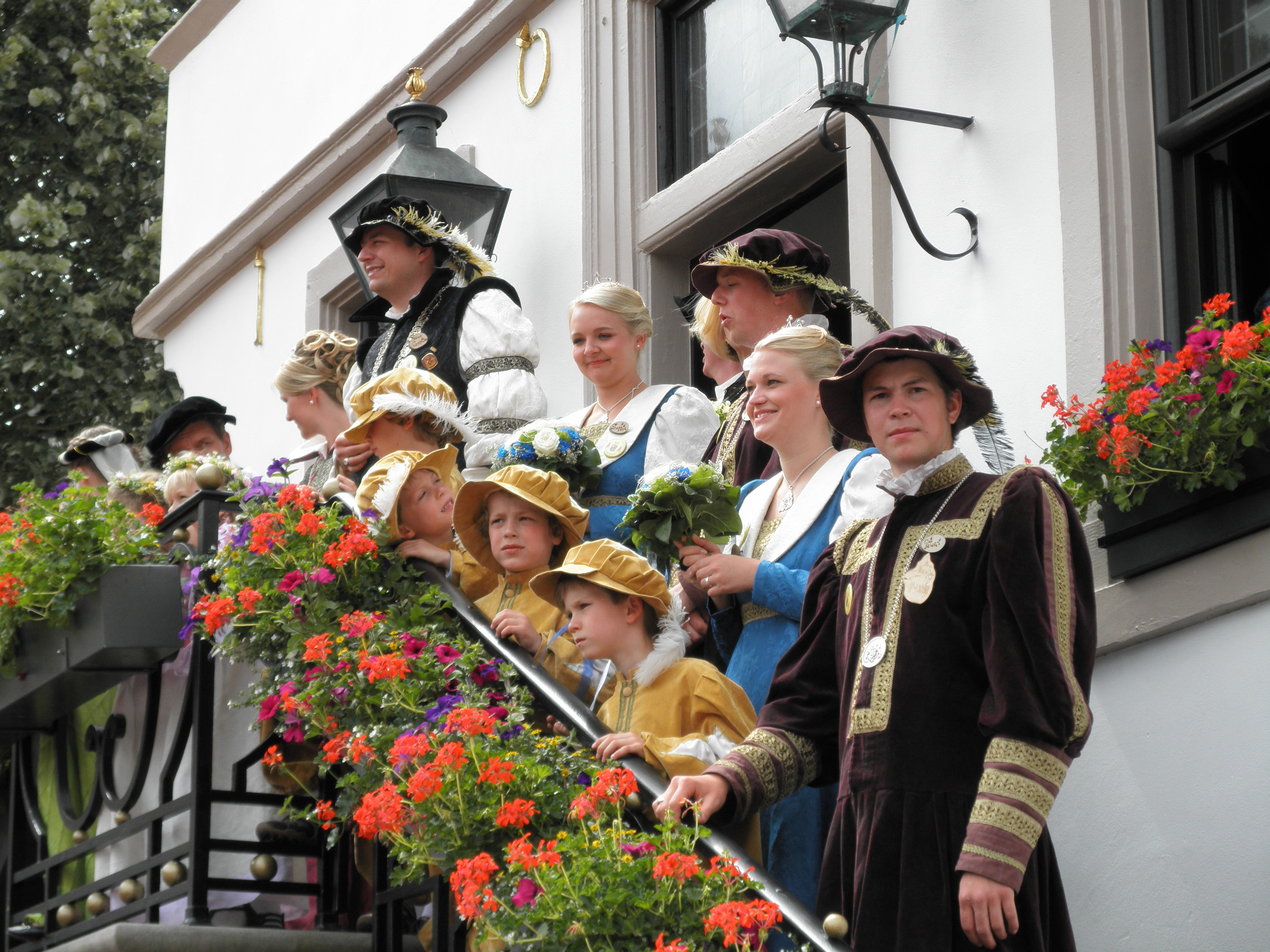
Der Thron der Kivelinge 2011

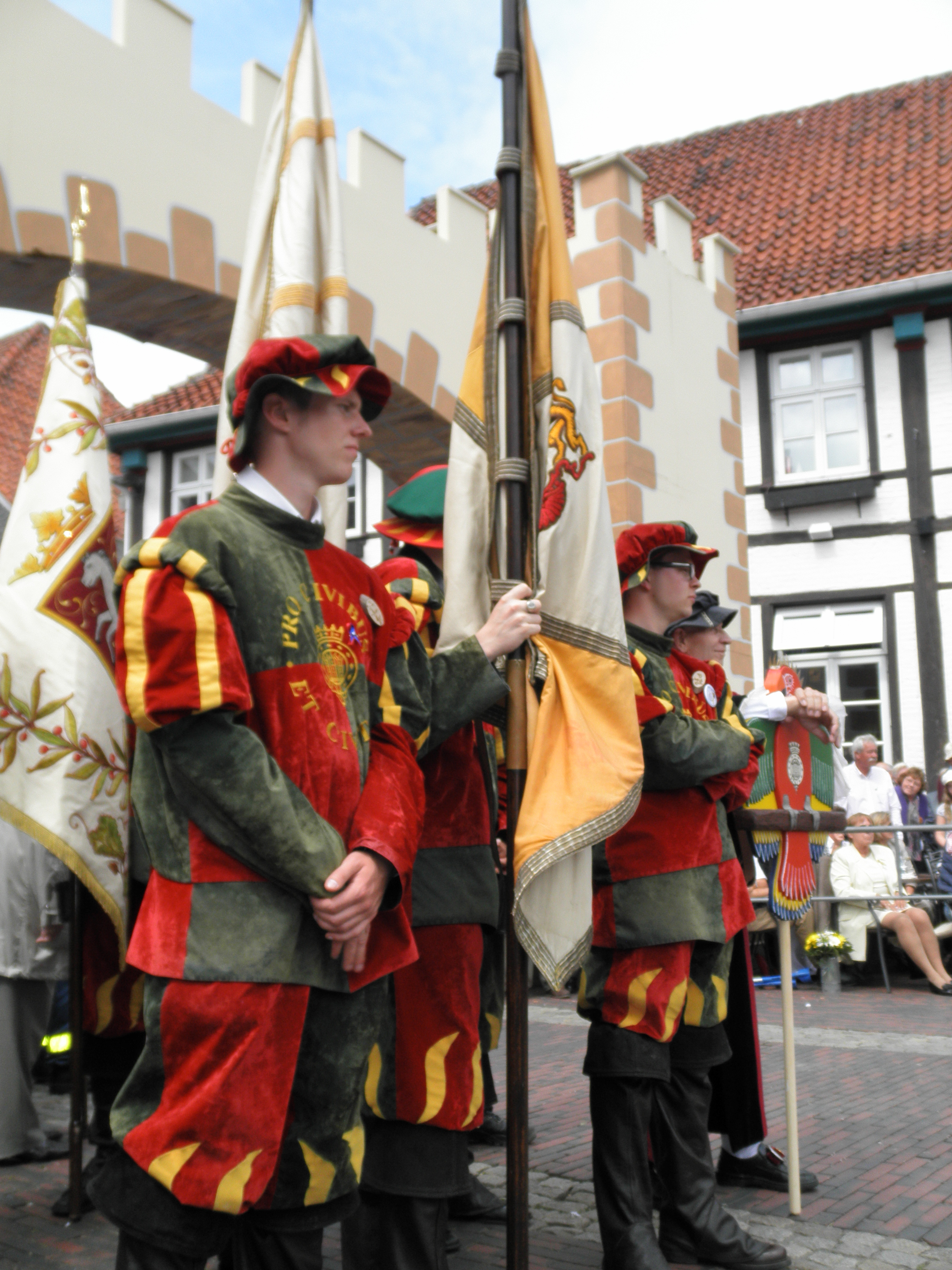
Kivelinge in historischer Uniform

Als Kivelinge bezeichnet man die Mitglieder eines aus dem Jahr 1372 stammenden Junggesellenvereins aus Lingen (Ems) im niedersächsischen Emsland.

## Ursprung
Der mündlichen Überlieferung nach gründen sich die Kivelinge auf eine Begebenheit aus dem 14. Jahrhundert. Bei Kämpfen zwischen dem Grafen von Tecklenburg und dem Bischof von Münster wurde die männliche Bevölkerung Lingens so stark dezimiert, dass zur Verteidigung als letztes Aufgebot die jungen, unverheirateten Jugendlichen der Stadt auf die Wälle gerufen wurden. Durch die Unterstützung der jungen Männer gelang es, die Eroberung der Festung Lingen zu verhindern und die Angreifer in die Flucht zu schlagen. Es wird vermutet, dass durch diese Begebenheit auch der Name „Kiveling“ seinen Ursprung hat. Es handelt sich hierbei um die Verkleinerungsform des mittelniederdeutschen Wortes „kiven“, was so viel wie kämpfen oder streiten bedeutet (also: kleiner Streiter, kleiner Kämpfer). Diese Vorgänge können nicht durch Dokumente belegt werden, da bei einem Stadtbrand im Jahre 1548 fast alle schriftlichen Urkunden verloren gingen.

## Tradition
Ein erster schriftlicher Hinweis für die Existenz von „Borgerkynder“, „junge Schutthen“ oder „Vrygesellen“, wie die Kivelinge auch genannt wurden, finden sich in den Stadtrechnungen der Jahre 1557/1558. Ein Posten gibt hier eine Zuwendung der Stadt an die Kivelinge an: 
„Die jungen Schützen oder Bürgerkinder beehrt mit 1/2 Tonne Bier, facit 1 Mark“.
Dass die Kivelinge bereits im Jahre 1565/1566 auf eine lange Tradition zurückblicken konnten, geht aus weiteren Eintragungen der Stadtrechnungen hervor:
„Den jungen Schützen, als sie den Vogel abschossen, zum Vertrinken gegeben nach altem Gebrauch eine halbe Tonne Bier; dafür bezahlt 1 Mark und 1 Sch. 10 1/2 Pf.“.
Einen weiteren Beweis für eine lange Tradition liefert ein Briefwechsel des Magistrats der Stadt Lingen mit den Kivelingen. Hierin heißt es, dass die Obrigkeit den Bürgersöhnen ihr Fest untersagt, da in den Nachbarländern Krieg und Pest herrsche. In einer Urkunde vom 11. Mai 1636 erklären sich die Kivelinge bereit, auf ihr altverbrieftes Recht zu verzichten, wenn der Magistrat die zustehenden 2 Tonnen Bier liefert.
Neben Eintragungen in Stadtrechnungen und Briefwechseln bezeugt auch ein kleiner, silberner Vogel die Existenz einer Bürgersöhne Compagnie. Dieser wird aufgrund seiner Legierung und Stilart von Sachverständigen einer Zeit nach 1450 zugeordnet. Summiert man die genannten Belege auf, so kann man der Angabe in einer Sekundärquelle, die das Jahr 1372 als Gründungsjahr der Burgerzoons Schüttery angibt, Glauben schenken.

## Compagniebuch
Das Compagniebuch der Kivelinge aus dem Jahr 1786 enthielt ebenfalls auf den ersten Seiten Hinweise auf ein Gründungsjahr 1372. Dieses Buch wurde jedoch bei der Hochwasserkatastrophe im Februar des Jahres 1946 so stark beschädigt, dass die ersten Seiten bei der Restaurierung des Buches im Jahre 1995 nicht wiederhergestellt werden konnten. Ebenfalls nicht erhalten werden konnten die in altniederländischer Sprache verfassten „Wetten“, die die Gesetze und Strafbestimmungen der Bürgersöhne beinhalteten. Von diesen Wetten gibt es glücklicherweise eine Abschrift und Übertragung ins Hochdeutsche aus dem Jahr 1922. Hieraus entwickelten sich im Laufe der Jahre Statuten und dann die Vereinssatzung, die auch für den heutigen Verein Gültigkeit hat. Änderungen und Anpassungen erfolgten in den Jahren: 1845, 1848, 1853, 1863, 1872, 1892, 1902, 1926, 1954, 1985 sowie im Jahre 2008.
Der Unterschied der Kivelinge zu anderen Schützengesellschaften liegt darin, dass der Bürgersöhne Aufzug in früherer Zeit eine Zwangseinrichtung der Stadt Lingen war, was im Punkt 14 der Wetten von 1786 beurkundet ist. So hatten die ledigen Bürger der Stadt unter hohen Strafen an diesem Aufmarsch mit der Waffe teilzunehmen und nach einem strengen Reglement zu exerzieren.
Der heutige Bürgersöhne-Aufzug ging aus dieser damaligen zwangsweisen Wehrmannschaft hervor und übernahm die Tradition und das Eigentum. Von der Stadt Lingen bekam der Verein einige alte Privilegien übertragen.

## Kivelinge im 20. Jahrhundert
Am 9. August 1914 wurde der Stadt Lingen das Vereinseigentum zur Verwahrung während des Ersten Weltkrieges übertragen. Nach dem Krieg fand am 26. Oktober 1919 die erste Generalversammlung statt, zehn Jahre später beschloss man, den Bürgersöhne-Aufzug in das Vereinsregister eintragen zu lassen. In der Zeit nach dem Ersten Weltkrieg begannen die Kivelinge, sich als Heimatverein mehr und mehr in soziale und kulturelle Bereiche der Stadt einzubringen. Dazu gehörten unter anderem Hilfsleistungen nach der Wirbelsturmkatastrophe im Jahre 1927, Heimatschauen (1928 und 1935), sowie plattdeutsche Abende und Theateraufführungen zur Wahrung der regionalen Mundart.

## Feste und Veranstaltungen

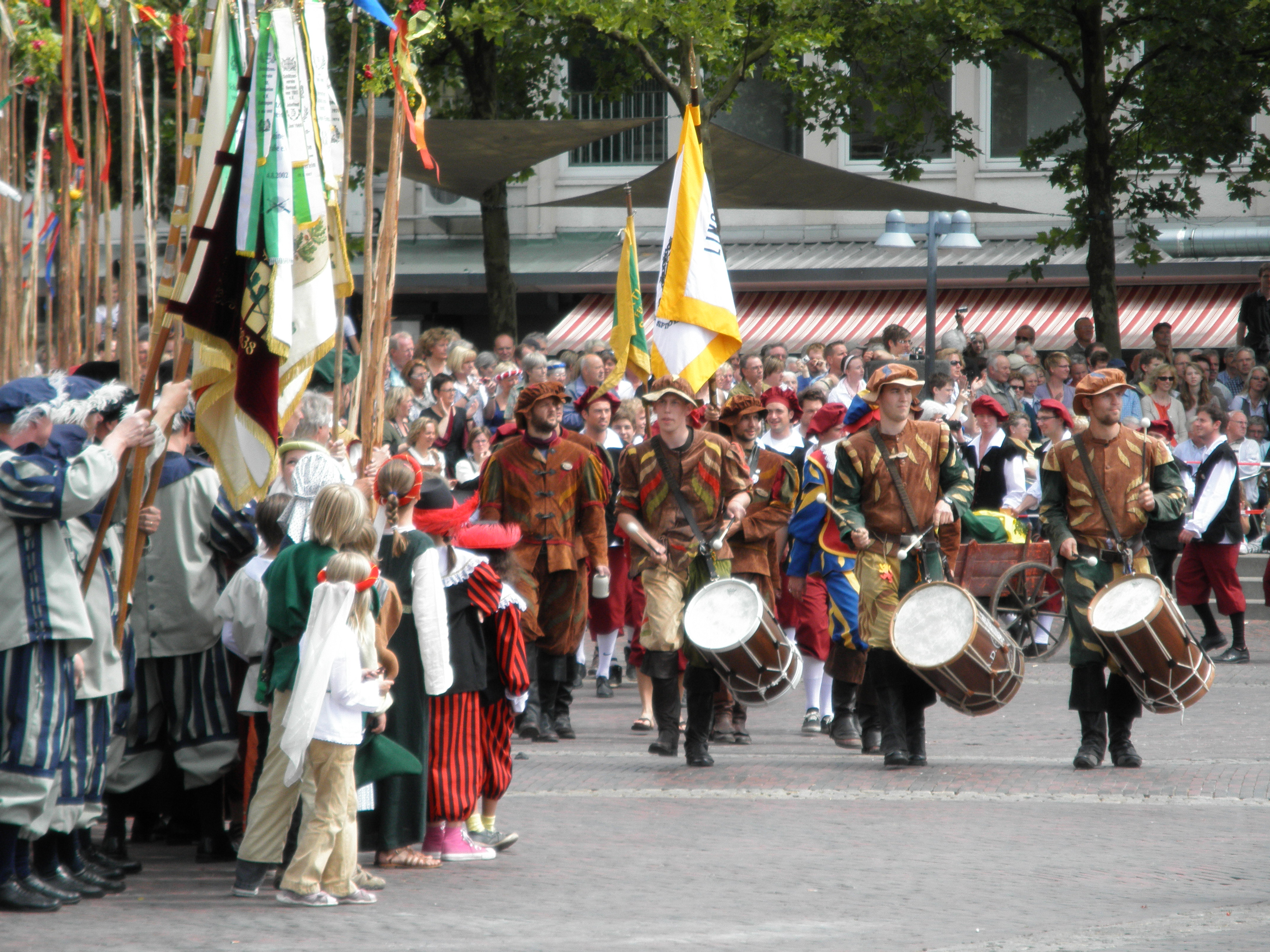
Trommelnde Kivelinge auf dem Festumzug 2011

Bereits vor und auch nach dem Ersten Weltkrieg fanden die Feste der Kivelinge im dreijährlichen Turnus statt. Während des Zweiten Weltkrieges ruhte jede Vereinstätigkeit. Doch bereits 1945 richtete der Vorstand der Kivelinge ein Schreiben an den englischen Militärkommandanten in Lingen mit der Bitte um Wiederaufnahme der Vereinsaktivitäten. Dieser Bitte wurde von der englischen Militärregierung entsprochen. Neue Zielsetzung des Vereins war die Pflege vorhandener geschichtlicher Denkmäler sowie der heimatlichen Kultur.

### Pflege der Kultur und Denkmäler
Dies spiegelte sich in den Zeitschriften und Schriftreihen der Kivelinge wider, in dem
- Erwerb und der Restaurierung des Hauses Am Markt 8,
- der Neugestaltung des Pulverturmgeländes in der Innenstadt mit Wiederaufbau des Pulverturms
- der Errichtung des Machuriusbogens,
- die Stiftung der Bürgermeisteramtskette,
- Schenkungen für das Alte und Neue Rathaus,
- Teilnahme an den Altstadtfesten und einiges mehr.

### Geschenke der Kivelinge
Zu jedem Kivelingsfest machen die Kivelinge den Bürgerinnen und Bürgern ihrer Heimatstadt ein Geschenk.
| Jahr | Standort                                               | Beschreibung                                           |
| ---- | ------------------------------------------------------ | ------------------------------------------------------ |
| 1949 | Rathaus                                                | Bürgermeisterkette                                     |
| 1952 | Hist. Rathaus, Marktplatz                              | Glockenspiel                                           |
| 1955 | Rathaus                                                | Ratsglocke für den Bürgermeister                       |
| 1958 | Hist. Rathaus, Marktplatz                              | Leuchter am Historischen Rathaus                       |
| 1961 | Straße 'Am Pulverturm', Pulverturmgelände              | Machuriusbogen und Pulverturm                          |
| 1964 | nicht mehr vorhanden                                   | Gedenktafeln für B. Rosemeyer und Bischof W. Berning   |
| 1967 | Im Eingangsbereich des Neuen Rathauses                 | Büste Eberhardt Danckelmann                            |
| 1970 |                                                        | Grundstock für eine militärhistorische Bibliothek      |
| 1972 | urspr. Rathausvorplatz, zurzeit: Nähe "Parkhügel"      | Machuriusbrunnen                                       |
| 1975 | ursp. Heimatmuseum                                     | Gemälde 1. Luth. Pastor Johannes Naber                 |
| 1978 | Emslandmuseum, Burgstraße                              | Landsknecht am Museum                                  |
| 1981 | Hist. Rathaus, Marktplatz                              | Neue Uhr am Historischen Rathaus                       |
| 1984 | ehem. Julius-Landzettel-Straße (inzwischen überbaut)   | Gestaltung Grünzone Altersheim                         |
| 1987 | Baccum Straße, gegenüber Haus Nr. 23                   | Henricus Pontanus                                      |
| 1990 | Höhe Mühlentorstraße 3, Burgstraße 23, Lookenstraße 22 | Bronzerelief-Platte der drei Stadttore                 |
| 1993 | Hist. Rathaus, Marktplatz                              | Stadtwappen am Historischen Rathaus                    |
| 1996 | Bauerntanzstraße, Ecke Marienstraße Nähe Marktplatz    | Historischer Schilderbaum                              |
| 1999 | Straße 'Am Pulverturm', Pulverturmgelände              | Pflasterung: Rekonstruktion der Lingener Wehranlage    |
| 2002 | Hist. Rathaus, Marktplatz                              | Figurenspiel                                           |
| 2005 | Emslandmuseum, Burgstraße (aktuell abgebaut)           | Historischer Zaunanlage am Heimatmuseum                |
| 2008 | Straße 'Am Pulverturm'                                 | Kivelingsspielplatz                                    |
| 2011 | Hochschulgelände, Kaiserstraße                         | Kunstwerk von Lena Hülsmeier Rede zur Geschenkübergabe |
| 2014 | www.anno1372.de                                        | Interaktiver Stadtrundgang 'Anno 1372'                 |
| 2017 | Stadtpark an der Wilhelmshöhe                          | Kulturpavillon                                         |
| 2022 | Ampel Kaiserstraße; Ampel Konrad-Adenauer-Ring         | Ampelmännchen (grün) eines Kivelings                   |
| 2024 | Platz der Marketenderinnen                             | Statue einer Marketenderin                             |

## Volksfest
Im Jahre 1972 fand ein durch die Kivelinge organisiertes Volksfest statt, das als Kivelingsfest bezeichnet wird. Grund war die 600-Jahr-Feier des Vereins, an der auch die Bevölkerung Lingens und der Umgebung Teil haben sollte. In den folgenden Jahren wurden die alle drei Jahre zu Pfingsten stattfindenden Volksfeste ein fester Bestandteil Lingens.
Einen grundlegenden Wandel erfuhr das Volksfest im Jahr 1996. Seit diesem Fest sind die Kivelinge bemüht, das Leben des Mittelalters so authentisch wie möglich darzustellen. Besonderen Ausdruck findet dies in den Aufbauten, Fassaden und Kostümen, die teilweise nach Originalvorlagen der damaligen Zeit entstehen.
Im Laufe der mittlerweile über 625-jährigen Vereinsgeschichte hat sich vieles geändert, sehr vieles ist aber seit alt her beibehalten worden. Dazu gehört auch, dass die Kivelinge die unverheirateten Bürgersöhne der Stadt Lingen sind. Das heißt auch heute noch: Wer heiratet, ist kein Mitglied der Kivelinge mehr.
Das Kivelingsfest ist im Jahr 2018 vom Niedersächsischen Ministerium für Wissenschaft und Kultur zur Aufnahme in das bundesweite Verzeichnis immateriellen Kulturerbes vorgeschlagen worden. Nach einer Prüfung durch die Deutsche UNESCO-Kommission kann das Kivelingsfest für die internationale Liste des immateriellen Erbes bei der UNESCO angemeldet werden.